# Brok
Brok је město v Mazovském vojvodství v Polsku v okrese Ostrów Mazowiecka. Město se nachází v rovinaté krajině polského severovýchodu, v blízkosti s hranicí Podleského vojvodství, na soutoku řek Brok a Bug. Je vzdáleno 70 km severovýchodně od Varšavy. Místní kostel je zasvěcen sv. Ondřejovi. V roce 2024 zde žilo 1 924 obyvatel.

## Historie
První písemná zmínka o městě pochází z roku 1203, práva města Brok získal v roce 1501. Během třetího dělení Polska v roce 1795 se dostalo pod pruskou nadvládu a kolem této doby přišli do Broku první Židé. V roce 1807 se město stalo součástí nově vzniklého vévodství Varšavy a v roce 1815 součástí kongresového Polska